# Altzülz
Altzülz, polnisch Solec, ist ein Ort in der Stadt- und Langgemeinde Zülz (Biała) im Powiat Prudnicki der Woiwodschaft Opole in Polen.

## Geographie
Das Straßendorf Altzülz liegt im Süden der Region Oberschlesien, etwa fünf Kilometer östlich von Zülz, 13  Kilometer nordöstlich von  Prudnik und 35 Kilometer südwestlich von Opole in der Schlesischen Tiefebene. Durch den Ort fließt der Mühlgraben (Młynska), ein rechter Nebenfluss des Zülzer Wassers (Biała).
Nachbarorte von Altzülz sind im Westen die Stadt Zülz, im Osten Simsdorf (Gostomia) und Rosenberg (Rostkowice), im Süden Probnitz (Browiniec Polski) und im Südwesten Olbersdorf (Olbrachcice).

## Geschichte

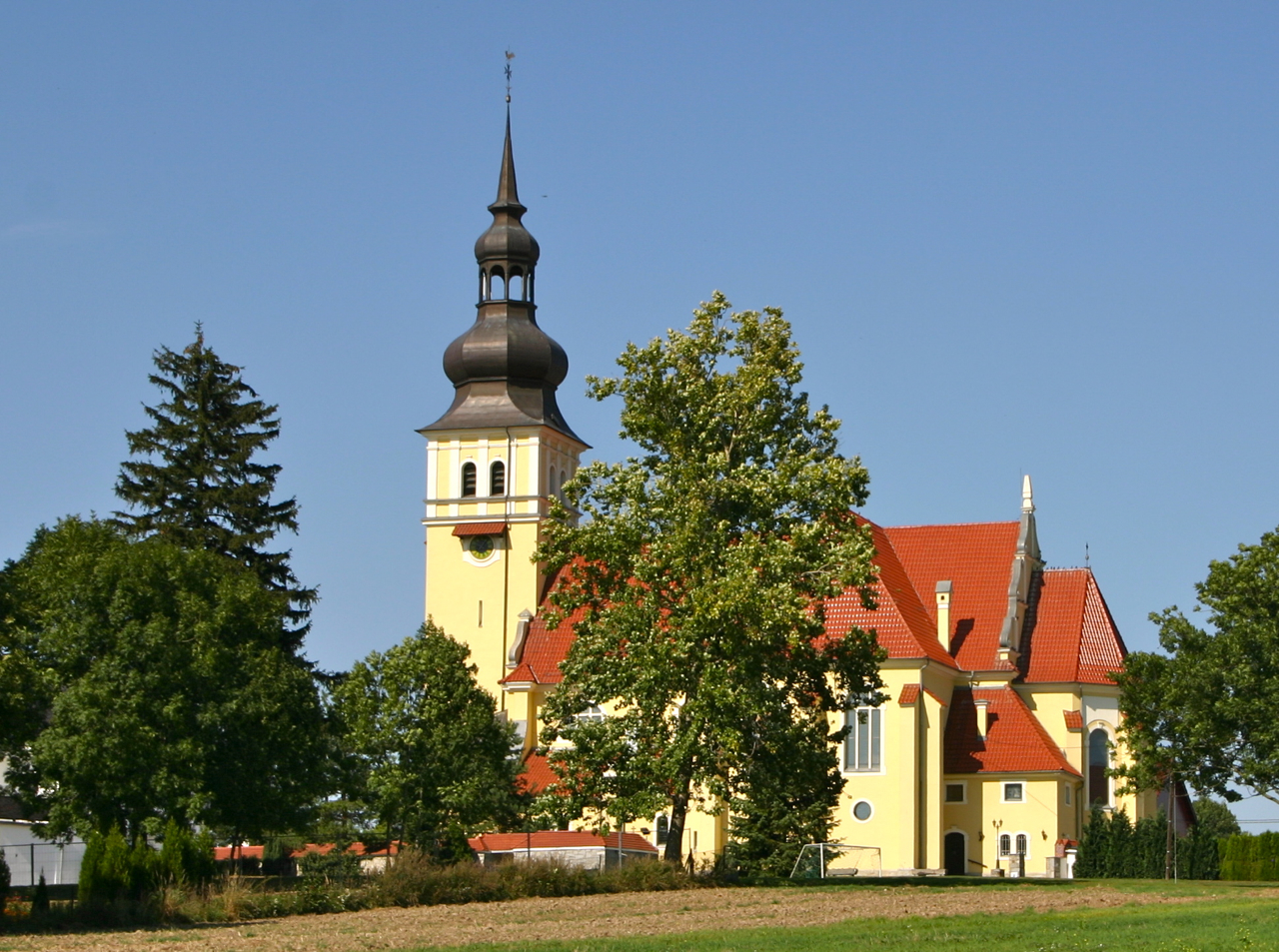
Johannes-der-Täufer-Kirche

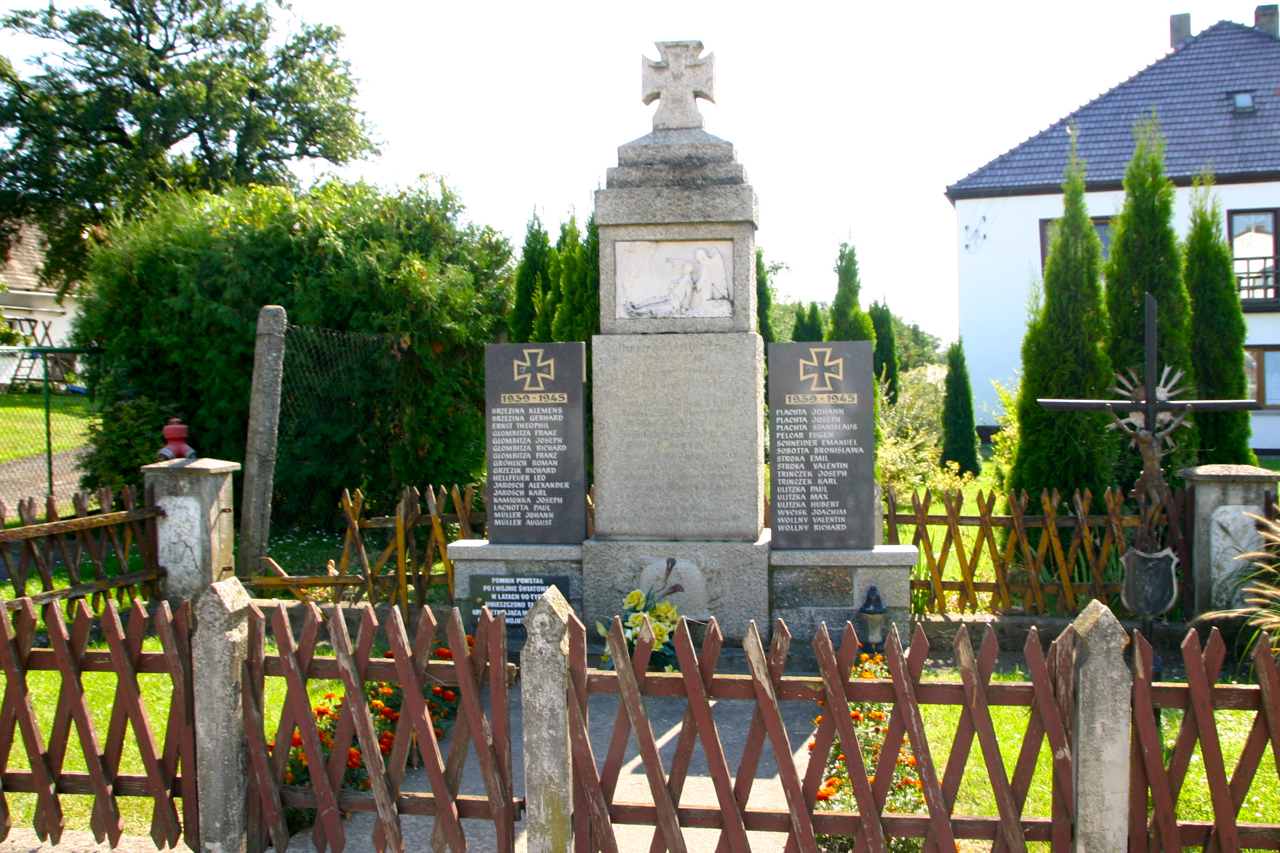
Denkmal für die Opfer beider Weltkriege

Der Ort wurde am 16. Mai 1285 erstmals urkundlich erwähnt. 1534 wurde der Ort als Soletz erwähnt.
Nach dem Ersten Schlesischen Krieg 1742 gelangte Altzülz mit dem größten Teil Schlesiens an Preußen.
Nach der Neugliederung der Provinz Schlesien gehörte die Landgemeinde Altzülz ab 1816 zum Landkreis Neustadt O.S., mit dem sie bis 1945 verbunden blieb. 1845 bestanden im Dorf eine katholische Pfarrkirche, eine katholische Schule und 32 weitere Häuser. Im gleichen Jahr lebten in Altzülz 221 Einwohner, allesamt katholisch. 1855 lag die Einwohnerzahl bei 262. 1865 bestanden im Ort 13 Bauern- und vier Gärtnerstellen. Die katholische Schule wurde im gleichen Jahr von 79 Schülern besucht. 1874 wurde der Amtsbezirk Simsdorf gebildet, zu dem die Landgemeinden Alt Zülz, Polnisch Probnitz, Rosenberg und Simsdorf sowie der Gutsbezirk Simsdorf gehörten. 1885 zählte Altzülz 296 Einwohner.
Bei der Volksabstimmung in Oberschlesien am 20. März 1921 stimmten 167 Wahlberechtigte für einen Verbleib bei Deutschland und 25 für Polen. Altzülz verblieb beim Deutschen Reich. 1933 lebten im Ort 252 Einwohner. 1939 waren es 243 Einwohner.
Als Folge des Zweiten Weltkriegs fiel Altsülz mit dem größten Teil Schlesiens 1945 an Polen. Nachfolgend wurde es in Solec umbenannt und der Woiwodschaft Schlesien angeschlossen. 1950 wurde es der Woiwodschaft Opole eingegliedert, 1999 dem Powiat Prudnicki. Am 6. März 2006 wurde in der Gemeinde Zülz, der Altzülz angehört, Deutsch als zweite Amtssprache eingeführt. 2008 erhielt der Ort zusätzlich den amtlichen deutschen Ortsnamen Altzülz.

## Sehenswürdigkeiten
- Die römisch-katholische Johannes-der-Täufer-Kirche (Kościół pw. św. Jana Chrzciciela) wurde 1904 im neubarocken Stil erbaut. Das Gebäude wurde 2007 unter Denkmalschutz gestellt.[8]
- Friedhof mit erhaltenen Grabmälern aus der Vorkriegszeit
- Gefallenendenkmal
- Steinerne Wegkapelle
- Bildstock

## Vereine
- Deutscher Freundschaftskreis